# Осинки (Воротынский район)
Осинки  — село в Воротынском районе Нижегородской области, в составе Отарского  сельсовета.

## Географическое положение
Село Осинки расположено в 4 км к северу от Воротынца. С районным центром связан автодорогой Воротынец — Осинки  — Фокино при выезде с дороги Отары — Осинки.